# Disselia
Disselia é um gênero de traça pertencente à família Agonoxenidae.